# Tebaram
Tebaram este o comună rurală din departamentul Tahoua, regiunea Tahoua, Niger, cu o populație de 30.771 de locuitori (2001).